# NGC 1924
NGC 1924 je galaksija u zviježđu Orionu.

## Vanjske poveznice
- SEDS: NGC 1924